# Evergétoulas (dème)
Pour l’article homonyme, voir Evergétoulas (rivière).
Le dème d’Evergétoulas, en grec moderne : Δήμος Ευεργέτουλα ou simplement Ευεργέτουλας, est une ancienne municipalité grecque du nome de Lesbos, en Égée-Septentrionale. Il a existé entre 1999 et 2010. À l'entrée en vigueur de la réforme du gouvernement local de 2011, il est devenu une dème de Lesbos. Depuis 2019, il est rattaché au dème de Mytilène à la suite de la suppression du dème unique de Lesbos dans le cadre du programme Clisthène I.
Situé dans la partie orientale de l'île de Lesbos, il était composée de sept districts municipaux et basé dans le village de Sykoúnda (el). Selon le recensement de 2001, l'ancien dème avait 3 336 habitants pour une superficie de 88,9 km2. Son nom provient de la rivière éponyme.